# 阿尔热洛斯
阿尔热洛斯（法語：Argelos）是法国大西洋比利牛斯省的一个市镇，属于波城区。

## 地理
阿尔热洛斯（43°27'6"N, 0°20'52"W）面积6.01 平方千米，位于法国新阿基坦大区大西洋比利牛斯省，该省份为法国东南部省份，涵盖了贝阿恩与北巴斯克，西临大西洋比斯開灣，北至朗德省，东北接热尔省，东临上比利牛斯省，南与西班牙接壤。
与阿尔热洛斯接壤的市镇（或旧市镇、城区）包括：欧里亚克、杜米、纳瓦耶-昂戈斯、泰兹、维旺。

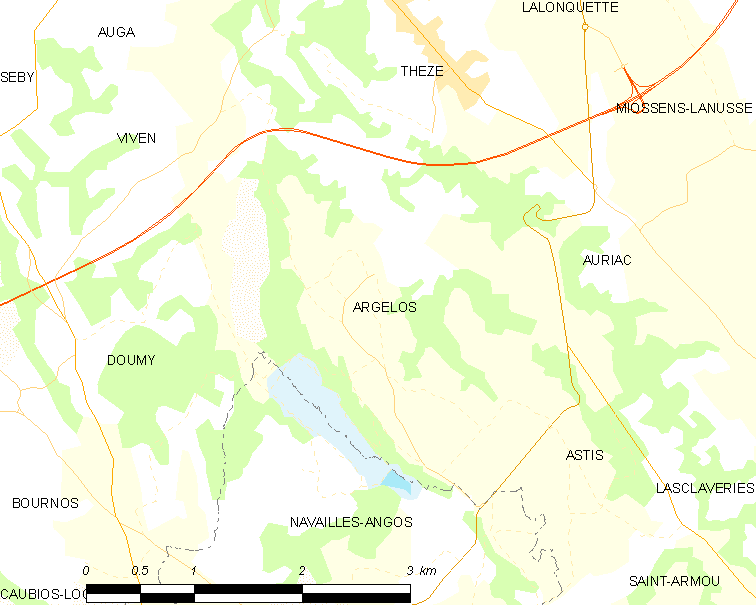
阿尔热洛斯的OSM定位图

阿尔热洛斯的时区为UTC+01:00、UTC+02:00（夏令时）。

## 行政
阿尔热洛斯的邮政编码为64450，INSEE市镇编码为64043。

## 政治
阿尔热洛斯所属的省级选区为吕伊河土地和维克比伊山坡县。

## 人口

1962-2008年间阿尔热洛斯人口变化图示

阿尔热洛斯于2022年1月1日时的人口数量为274人。